# Острів Генрієтти
О́стрів Генріє́тти  (рос. Остров Генриетты, якут. Хенриетта арыыта) — невеликий острів у Східно-Сибірському морі, є частиною островів Де-Лонга в складі Новосибірських островів. Територіально відноситься до Республіки Саха, Росія.
Площа острова становить 12 км². Висота до 312 м на південному сході; окрім того є дві вершини, які різко виділяються проти всього рельєфу острова — гори Сільвії (167 м) та Чіппа (137 м).
Острів має квадратну форму з трохи витягнутим південно-західним кутом. При цьому кути утворені мисами: на північному заході — мис Беннетта, на північному сході — мис Дюнбар, на південному сході — мис Сніжний та на південному заході — мис Садко.
Острів складається із пісковика, більша частина, а саме південно-східний край, вкрита льодовиками. На північному заході протікає невеликий струмок.
На півночі знаходяться зимівник та астрономічна станція.
Острів відкритий американським полярним дослідником Дж. В.Де-Лонгом в травні 1881 року.
| Росія | Це незавершена стаття з географії Росії. Ви можете допомогти проєкту, виправивши або дописавши її. |